# Peremyl
Peremyl (ukrainisch: Перемиль; russisch: Перемиль/Peremil, polnisch Peremyl) ist ein Dorf mit etwa 1000 Einwohnern in der Oblast Wolyn in der Ukraine.

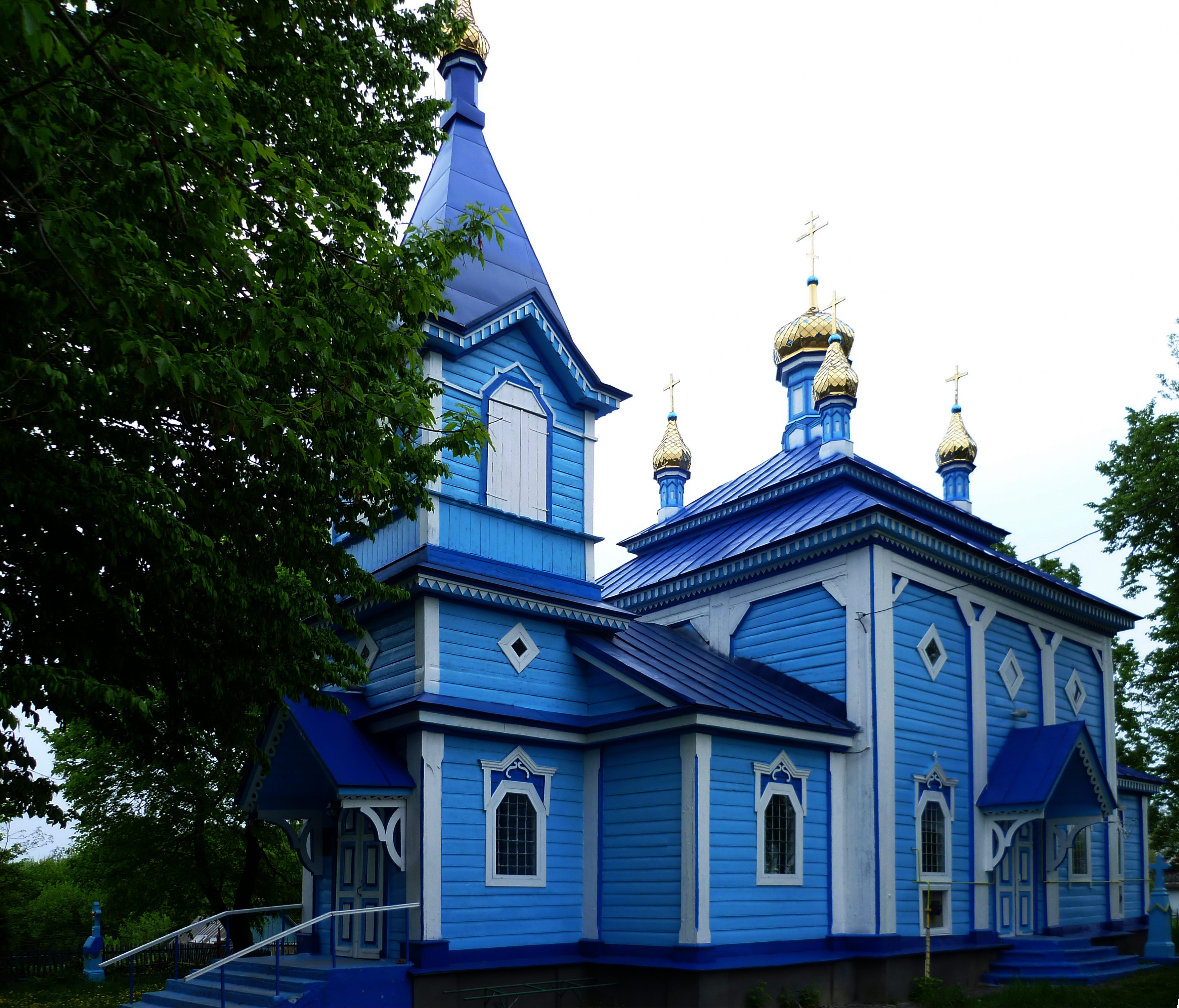
Kirche im Ort

Das historische Gründungsdatum des am Ufer des Styr gelegenen Dorfes ist das Jahr 1097.
Eine im Dorf befindliche Burg war das Zentrum des Teilfürstentums Fürstentum Peremyschl der Kiewer Rus.
Am 12. Juni 2020 wurde das Dorf ein Teil neu gegründeten Stadtgemeinde Berestetschko; bis dahin bildete der Ort zusammen mit den Dörfern Bohuniwka (Богунівка), Humnyschtsche (Гумнище), Lypa (Липа) und Staryky (Старики) die Landratsgemeinde Peremyl (Перемильська сільська рада/Peremylska silska rada) im Südosten des Rajons Horochiw.
Am 17. Juli 2020 wurde der Ort Teil des Rajons Luzk.